# Ogle County
Das Ogle County ist ein County im US-amerikanischen Bundesstaat Illinois. Im Jahr 2010 hatte das County 53.497 Einwohner und eine Bevölkerungsdichte von 26 Einwohnern pro Quadratkilometer. Der Verwaltungssitz (County Seat) ist Oregon.

## Geografie

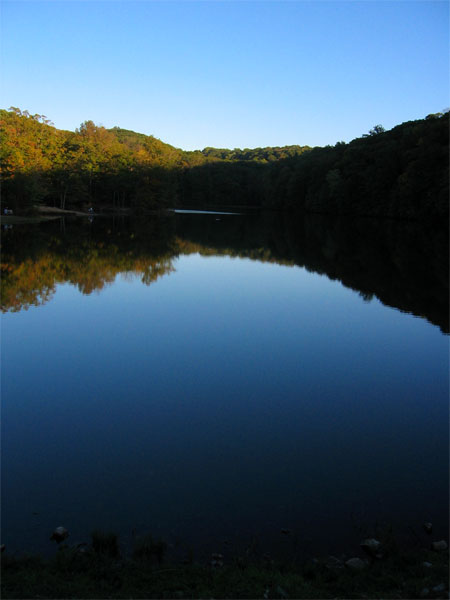
Ogle Lake

Das County liegt im Norden von Illinois, etwa 60 Kilometer von Wisconsin entfernt. Es hat eine Fläche von 1977 Quadratkilometern, wovon elf Quadratkilometer Wasserfläche sind. Das Ogle County wird von Norden nach Süden vom aus Wisconsin kommenden Rock River durchflossen. An das Ogle County grenzen folgende Nachbarcountys:
| Stephenson County | Winnebago County | Boone County  |
| Carroll County    |                  | DeKalb County |
| Whiteside County  | Lee County       |               |

### Naherholungsgebiete
Im Ogle County existieren mehrere Naherholungsgebiete:
- White Pines State Park zwischen Polo und Oregon
- Lowden Memorial Park, etwa zwei Kilometer nördlich von Oregon am Ost-Ufer des Rock River mit der etwa 20 Meter hohen Blackhawk-Statue
- Castle Rock State Park an der Illinois Route 2 im Süden von Oregon
- Lowden-Miller State Forest, etwa acht Kilometer südlich von Oregon

## Geschichte
Das Ogle County wurde am 16. Januar 1836 aus Teilen des Jo Daviess County gebildet. Benannt wurde es nach Joseph Ogle (1737–1821), einem Pionier, Politiker und Captain der territorialen Miliz.
Am 3. Januar 1837 fand die erste offizielle Sitzung der County-Verwaltung statt und Oregon wurde als Verwaltungssitz gewählt. Wegen heftiger Differenzen mit dem Süden des County spaltete sich dieses am 27. Februar 1839 ab und wurde zum Lee County mit Dixon als Sitz der County-Verwaltung. Im gleichen Jahr wurde Oregon umbenannt in Florence, 1843 aber wieder zurückbenannt in Oregon. Das heute noch benutzte Gerichtsgebäude wurde 1891 für rund 107.000 Dollar für Gebäude und Einrichtung erbaut. 1984 wurde es für 1,5 Millionen USD renoviert.
Das Ogle County ist eine bekannte Hochburg der Republikaner: Bei den Präsidentschaftswahlen hat es mit Ausnahme der Wahl von 1912 (als es den vormals republikanischen, auf einer eigenen Wahlplattform "Progressive Party" kandidierenden Ex-Präsidenten Theodore Roosevelt wählte) seit 1856 ausschließlich mehrheitlich republikanische Präsidentschaftskandidaten gewählt. Da das Ogle County vordem von 1840 bis 1852 die Kandidaten der Whigs wählte, hat dort kein demokratischer Präsidentschaftskandidat jemals eine Mehrheit erzielt.

### Territoriale Entwicklung

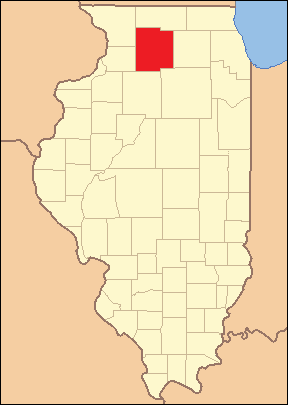
Das Ogle County von seiner Gründung im Jahr 1836 bis 1839
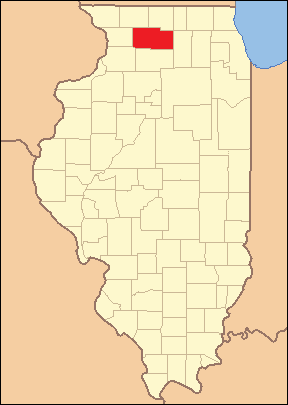
1839 bis heute

## Demografische Daten
Nach der Volkszählung im Jahr 2010 lebten im Ogle County 53.497 Menschen in 20.669 Haushalten. Die Bevölkerungsdichte betrug 26 Einwohner pro Quadratkilometer. In den 20.669 Haushalten lebten statistisch je 2,55 Personen.
Ethnisch betrachtet setzte sich die Bevölkerung zusammen aus 93,2 Prozent Weißen, 0,9 Prozent Afroamerikanern, 0,2 Prozent amerikanischen Ureinwohnern, 0,5 Prozent Asiaten sowie aus anderen ethnischen Gruppen; 1,4 Prozent stammten von zwei oder mehr Ethnien ab. Unabhängig von der ethnischen Zugehörigkeit waren 8,9 Prozent der Bevölkerung spanischer oder lateinamerikanischer Abstammung.
24,8 Prozent der Bevölkerung waren unter 18 Jahre alt, 60,0 Prozent waren zwischen 18 und 64 und 15,2 Prozent waren 65 Jahre oder älter. 50,4 Prozent der Bevölkerung war weiblich.

Das jährliche Durchschnittseinkommen eines Haushalts lag bei 55.733 USD. Das Pro-Kopf-Einkommen betrug 24.959 USD. 8,9 Prozent der Einwohner lebten unterhalb der Armutsgrenze.

## Orte im Ogle County
Citys
- Byron
- Oregon
- Polo
- Rochelle

Villages
| - Adeline - Creston - Davis Junction | - Forreston - Hillcrest - Leaf River | - Monroe Center - Mount Morris - Stillman Valley |

Census-designated place (CDP)
- Grand Detour

andere Unincorporated Communities
| - Baileyville - Brooks Isle - Brookville - Buffalo Grove - Chana - Daysville | - Eagle Point - Egan - Flag Center - Flagg - Haldane - Harper | - Hazelhurst1 - Holcomb - Honey Creek - Kings - Lindenwood - Lost Nation | - Paynes Point - Stratford - Watertown - White Rock - Woosung |

1 – teilweise im Carroll County

## Gliederung
Das Ogle County ist in 24 Townships eingeteilt:
| Township              | Einwohner (2010) | FIPS     |
| --------------------- | ---------------- | -------- |
| Brookville Township   | 241              | 17-08784 |
| Buffalo Township      | 2.813            | 17-09421 |
| Byron Township        | 6.563            | 17-10253 |
| Dement Township       | 989              | 17-19382 |
| Eagle Point Township  | 227              | 17-21501 |
| Flagg Township        | 13.562           | 17-26298 |
| Forreston Township    | 2.080            | 17-27078 |
| Grand Detour Township | 698              | 17-30718 |
| Lafayette Township    | 170              | 17-40650 |
| Leaf River Township   | 1.137            | 17-42470 |
| Lincoln Township      | 481              | 17-43549 |
| Lynnville Township    | 642              | 17-45382 |

| Township                 | Einwohner (2010) | FIPS     |
| ------------------------ | ---------------- | -------- |
| Marion Township          | 4.135            | 17-46903 |
| Maryland Township        | 535              | 17-47358 |
| Monroe Township          | 1.563            | 17-50049 |
| Mount Morris Township    | 3.968            | 17-51011 |
| Oregon - Nashua Township | 4.909            | 17-56504 |
| Pine Creek Township      | 758              | 17-59897 |
| Pine Rock Township       | 985              | 17-59975 |
| Rockvale Township        | 1.770            | 17-65182 |
| Scott Township           | 3.181            | 17-68302 |
| Taylor Township          | 963              | 17-74535 |
| White Rock Township      | 738              | 17-81399 |
| Woosung Township         | 389              | 17-83492 |

| Forreston Maryland Leaf River Byron Marion Scott Monroe Lynnville Dement Flagg La Fayette Taylor Grand Detour Woosung Eagle Point Brook- ville Lincoln Mount Morris Rockvale Buffalo Pine Creek Oregon Nashua Pine Rock White Rock Rockford Rochelle Oregon Freeport Dixon Sterling Byron Davis Junction |